# پلیس کمکی لتونی
پلیس کمکی لتونی نیرویی شبه‌نظامی بود که توسط مقام‌های آلمان نازی، که پیشتر این کشور را در ژوئن ۱۹۴۱ اشغال کرده بودند، متشکل از داوطلبان لتونیایی ایجاد شد. این نیروبخشی از شوتزمان‌شافت (شوما) بود، که نیروهای پلیس بومی سازمان یافته توسط آلمانی‌ها در سرزمین‌های اشغالی بودند و تابع پلیس نظم آلمان. برخی از واحدهای پلیس کمکی لتونی در هولوکاست در لتونی نقش داشتند. یکی از واحدهای آن، موسوم به آراس کماندو، به دلیل کشتن ۲۶۰۰۰ غیرنظامی در طول جنگ، اغلب از میان یهودیان، کمونیست‌ها و کولی‌ها شناخته شده بود.
علاوه بر ایجاد واحدهای پلیس ثابت (واحدهای گشتی در شهرها و شهرک‌ها)، ۳۰ گردان متحرک پلیس نیز تشکیل شدند. این گروه‌های متحرک وظیفه داشتند از اشیا یا مکان‌های استراتژیک نگهبانی کنند، در عملیات ضد پارتیزانی شرکت کنند و در جبهه شرقی به نبرد بپردازند.